# Zwalm (riu)
|  | No s'ha de confondre amb Swalm. |

El Zwalm és un riu que neix a Brakel, un municipi de la província de Flandes Oriental a Bèlgica i es desemboca a l'Escalda a Nederzwalm. El riu no és navegable. El Zwalm dona nom al municipi més important que rega i que es diu Zwalm. El municipi de Zwalm va crear-se el 1977 de la fusió de 12 nuclis Beerlegem, Dikkele, Hundelgem, Meilegem, Munkzwalm, Nederzwalm-Hermelgem, Paulatem, Roborst, Rozebeke, Sint-Blasius-Boekel, Sint-Denijs-Boekel i Sint-Maria-Latem. Hi ha un afluent del Mosa, el Swalm i un municipi neerlandès Swalmen que tenen gairebé el mateix nom.